# 微蹼铃蟾
微蹼铃蟾（学名：Bombina microdeladigitora）为盘舌蟾科铃蟾属的两栖动物，是中国的特有物种。分布于云南等地，主要栖息于次生阔叶林、如冬青树的树洞中以及喜群居。其生存的海拔范围为1900至2100米。该物种的模式产地在云南景东。

## 保护
本种于2023年被收录入《有重要生态、科学、社会价值的陆生野生动物名录》。